# Austroeme modesta
Austroeme modesta är en skalbaggsart som först beskrevs av Pierre Émile Gounelle 1909.  Austroeme modesta ingår i släktet Austroeme och familjen långhorningar.
Artens utbredningsområde är Uruguay. Inga underarter finns listade.